# Government of India Act de 1858
Le Government of India Act de 1858 est une loi adoptée par le parlement britannique le 2 août 1858. Son intitulé exact est An Act for the Better Government of India (« une loi pour un meilleur gouvernement de l'Inde »).
La loi met fin au pouvoir de la Compagnie anglaise des Indes orientales sur l'Inde et le transfère à la Couronne britannique. Cette décision est la conséquence de nombreux échecs dans la politique de la Compagnie, dont la révolte des Cipayes de (10 mai 1857 - 8 juillet 1858) qui ébranla fortement la domination du Royaume-Uni dans le sous-continent. La reine Victoria sera proclamée Impératrice des Indes en 1876.